# Ветланда
Ветланда (швед. Vetlanda) град је у Шведској, у јужном делу државе. Град је у оквиру Јенћепиншког округа, где је пети град по величини и значају. Ветланда је истовремено и седиште истоимене општине.

## Природни услови
Град Ветланда се налази у јужном делу Шведске и Скандинавског полуострва. Од главног града државе, Стокхолма, град је удаљен 340 км југозападно.
Ветланда се развила на јужношведској висоравни. Градско подручје је бреговито, а надморска висина се креће 190-200 м. Око града постоји више малих језера.

## Историја
Подручје Ветланде било је насељено још у време праисторије, али све до краја 19. века то је било сеоско подручје усмерено на пољопривреду.
У другој половини 19. века, са доласком индустрије и железнице, Неше доживљава препород, па 1914. године добија права града. Ово благостање траје и дан-данас.

## Становништво
Неше је данас град средње величине за шведске услове. Град има око 13.000 становника (податак из 2010. г.), а градско подручје, тј. истоимена општина има око 26.000 становника (податак из 2012. г.). Последњих деценија број становника у граду стагнира.
До средине 20. века Ветланду су насељавали искључиво етнички Швеђани. Међутим, са јачањем усељавања у Шведску, становништво града је постало шароликије.

## Привреда
Данас је Ветланда савремени град са посебно развијеном индустријом (дрвна, метална). Последње две деценије посебно се развијају трговина, услуге и туризам.

## Збирка слика
- Главна градска црква
- Музеј Ветланде